# Версификација
Версификација (лат. versus – стих и facere – чинити) означава организовање стиха као специфичног облика песничког говора, својствено појединим језицима, периодима или песницима. Технике и системи версификације уочени су у пракси стиха, а основни термини потичу из античке метрике.
У структури везаног стиха утврђени су следећи фактори:
- метар и његово испољавање у конкретним облицима ритма, као и са метром повезана синтаксичко-интонациона структура стиха;
- строфа и
- еуфонија која у првом реду обухвата риму.

Ритам стиха доживљавамо на основу више или мање равномерног протицања језичких сигнала у краћим временским размацима, као што су: квантитет слогова (дугих према кратким), сами слогови (независно од квантитета), цезура, акценат који се манифестује у смењивању наглашених и ненаглашених слогова, акценатске целине и др. У складу са тим, наводе се обично три система организовања стиха: квантитативна, силабичка и силабичко-тонска (акценатска) версификација.

## Квантитативна версификација
Квантитативна версификација, која се зове и метричком, античком или музичко-говорном, помиње се као прва, јер је реч о, пре свега, античкој метрици из које и потиче разрађена терминологија. У тој версификацији ритам се организује на основу равномерног понављања дугих и кратких слогова. Изговор кратког слога мерен је временом од једне море (отприлике две петине секунде), док је за изговор дугог слога предвиђено време од две море. То значи да је квантитативни стих био одређен дужином изговора слога, а не само његовим фонолошким квантитетом. То је зато што је у античкој поезији стих био не само уређен већ и говорен на посебан начин, тј. скандирањем слогова.

## Силaбичка версификација
Основу силабичког стиха чини исти број слогова у свим стиховима једне песме (изосилабички стих) или пак комбинација стихова различитог броја слогова, али према неком строго утврђеном распореду (хетеросилабички стих). Стихови се углавном разликују према броју слогова: шестерац, седмерац, осмерац, деветерац, десетерац, дванаестерац, тринаестерац итд. Осим броја слогова значајна је и цезура, тј. она метричка граница која стих пресеца увек на истом месту и тако га дели на чланке или полустихове. Ако је цезура на средини стиха и дели га на два једнака полустиха, онда се говори о симетричном стиху: симетрично десетерац (5+5), симетрични дванаестерац (6+6) и сл. У другом случају говори се о асиметричном полустиху: асиметрични десетерац (4+6) и сл.
Осим броја слогова и сталне цезуре силабички стих има и нека секундарна прозодијска обележја: распоред акцената је у начелу слободан, али понекад силабички стихови могу имати и чврст акценат (иктус) на неким местима у стиху.
Најпознатији силабички стих је француски александринац, стих од 12 слогова с цезуром после шестог слога.

## Силабичко-тонска версификација
У поезији на већини модерних европских језика – у енглеској, немачкој, руској, италијанској итд, поред броја слогова пресудну метричку улогу игра и акценат. При томе се развило неколико варијанти тог метра. Ако број и место ненаглашених слогова у стиху варира, а одређен је само број наглашених стихова, такав се стих назива чистим тонским. Ако је уз број наглашених слогова регулисан и број и распоред ненаглашених слогова, такав стих се назива силабичко-тонским.
Најпознатији силабичко-тонски стихови јесу енглески пентаметар (неримовани јампски десетерац или blank verse, који је, између осталог и стих Шекспирових драма), као и најзначајнији стих италијанске поезије endecasillabo (једанаестерац с цезуром после петог слога, с најчешће на другом, четвртом, шестом и десетом слогу).